# Redondo (Portogallo)
Redondo (ʁɨ'dõdu) è un comune portoghese di 7 288 abitanti situato nel distretto di Évora.

## Società

### Evoluzione demografica
| Popolazione di Redondo (1801 – 2004) | Popolazione di Redondo (1801 – 2004) | Popolazione di Redondo (1801 – 2004) | Popolazione di Redondo (1801 – 2004) | Popolazione di Redondo (1801 – 2004) | Popolazione di Redondo (1801 – 2004) | Popolazione di Redondo (1801 – 2004) | Popolazione di Redondo (1801 – 2004) | Popolazione di Redondo (1801 – 2004) |
| ------------------------------------ | ------------------------------------ | ------------------------------------ | ------------------------------------ | ------------------------------------ | ------------------------------------ | ------------------------------------ | ------------------------------------ | ------------------------------------ |
| 1801                                 | 1849                                 | 1900                                 | 1930                                 | 1960                                 | 1981                                 | 1991                                 | 2001                                 | 2004                                 |
| 4189                                 | 4991                                 | 7915                                 | 10107                                | 11967                                | 8444                                 | 7948                                 | 7288                                 | 6990                                 |

## Freguesias
- Montoito
- Redondo